# Uniformes et insignes de grades de la Schutzstaffel

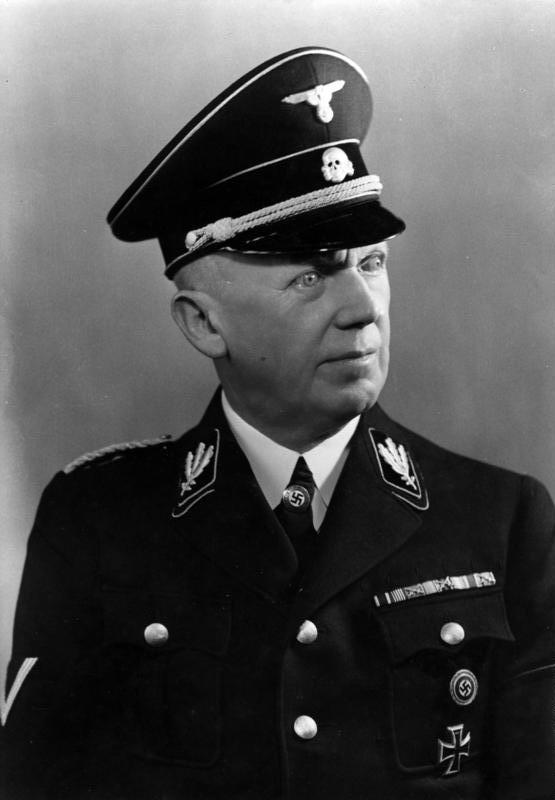
Le SS-Gruppenführer Hans Lammers dans l'uniforme noir de l'Allgemeine SS en 1938.

Les uniformes et insignes de grades de la Schutzstaffel étaient les uniformes et insignes portés par les membres de la Schutzstaffel (SS) entre 1925 et 1945 pour différencier cette organisation des forces armées allemandes régulières, de l'État allemand et du parti nazi.

## Conception et fonction de l'uniforme
Bien qu'il existât de nombreux uniformes pour les SS, parfois en fonction du théâtre de guerre sur lequel ils étaient portés, le noir est le plus connu de tous les uniformes. Le noir était considéré comme sobre et autoritaire. Les couleurs noir-blanc-rouge étaient une caractéristique de l'Empire allemand et a été adopté plus tard par le parti nazi (NSDAP). En outre, le noir était populaire auprès des mouvements fascistes : un uniforme noir avait été introduit par les Chemises noires en Italie, avant la création de la SS. La raison en était traditionnelle : comme les gardes du corps et la cavalerie des rois et empereurs prussiens (Leibhusaren) portaient des uniformes noirs avec des insignes de crânes et d'os, les gardes du corps du Führer devaient également être en noir. Comme il s'agissait d'uniformes militaires et officiels, ils étaient censés montrer l'autorité et susciter la crainte et le respect. Le Reichsführer-SS, Heinrich Himmler, a déclaré : « Je sais que beaucoup de gens vont tomber en voyant cet uniforme noir et nous savons que nous ne serons pas aimés par beaucoup ». Les SS ont utilisé jusqu'en 1934, et parfois au-delà, les insignes traditionnels de tête de mort des Leibhusaren prussiens pour se présenter comme des successeurs légitimes et des combattants d'élite sans compromis. En même temps, le symbole de la tête de mort était également important pour la Schutzstaffel pour des raisons esthétiques, car il était attrayant en tant que symbole de pouvoir.